# Abbot (Maine)
Pour les articles homonymes, voir Abbot.
Abbot est une ville du comté de Piscataquis dans le Maine, aux États-Unis. Selon le recensement de 2020, sa population est de 650 habitants. Elle a été nommée en l'honneur du trésorier du Bowdoin College, John Abbot.

## Géographie
Selon le Bureau du recensement des États-Unis, la ville a une superficie totale de 35,70 milles carrés (92,46 km2), dont 34,53 milles carrés (89,43 km2) de celle-ci est terrestre et 1,17 milles carrés (3,03 km2) est de l'eau.

## Démographie

### Recensement de 2010
Au recensement de 2010, il y avait 714 personnes, 311 ménages et 214 familles résidant dans la ville. La densité de population était de 20,7 habitants par mille carré. Il y avait 572 unités de logement à une densité moyenne de 16,6 habitants par mille carré. La composition ethnique de la ville était composée à 98,3 % d'Afro-Américains ou de Blancs, de 0,1 % d'Autochtones, de 0,1 % d'Asiatiques et de 1,3 % d'au moins deux ethnies. Les Hispaniques et les Latino-Américains de n'importe quelle ethnie représentaient 0,6 % de la population.
Il y avait 311 ménages dont 23,5% avaient des enfants de moins de 18 ans vivant avec eux, 56,6 % étaient des couples mariés vivant ensemble, 8,0 % avaient une femme propriétaire sans mari, 4,2 % avaient un homme propriétaire sans femme, et 31,2 % n'étaient pas des familles. 24,8 % des ménages étaient composés d'individus vivant seuls et 10% avaient une personne seule âgée de 65 ans ou plus comme occupante. La taille moyenne des ménages était de 2,25 personnes et la taille moyenne de la famille était de 2,62 personnes.
L'âge médian dans la ville était de 49,3 ans. 17,2 % des résidents avaient moins de 18 ans ; 4,9 % avaient entre 18 et 24 ans ; 20,3 % avaient entre 25 et 44 ans ; 39,1 % avaient entre 45 et 64 ans ; et 18,5 % avaient 65 ans ou plus. La proportion des sexes dans la ville était de 48,3 % d'hommes et de 51,7 % de femmes.
Registre de vote
|       | Républicain      | 195 | 39,6% |
|       | Non inscrit      | 171 | 34,8% |
|       | Démocratique     | 112 | 22,8% |
|       | Vert Indépendant | 14  | 2,8%  |
| Total | Total            | 492 | 100%  |